# Viktor Žluktov
Viktor Vasiljevič Žluktov (Виктор Васильевич Жлуктов; * 26. ledna 1954, Inta) je bývalý ruský hokejista, pětinásobný mistr světa.
Narodil se v hornické rodině v městě Inta v republice Komi, od roku 1971 studoval v Moskvě leteckou školu, od roku 1973 hrál za vojenský klub HC CSKA Moskva. Získal s ním deset mistrovských titulů a deset vítězství v PMEZ. V sovětské sborné debutoval na olympiádě v Innsbrucku, kde získal zlato. S pěti góly a čtyřmi asistencemi byl nejproduktivnějším hráčem Kanadského poháru 1976, kde Sověti skončili na třetím místě. Vyhrál všechny světové šampionáty v letech 1978 až 1983, dále získal stříbro v roce 1976 a bronz v roce 1977. Byl také u vítězství v Challenge Cupu a na Kanadském poháru 1981, má stříbro z olympiády v Lake Placid. Celkově vstřelil 197 ligových a 36 reprezentačních branek. Kariéru ukončil v roce 1985 kvůli problémům s páteří, kterými trpí dosud.
Získal hodnost plukovníka Sovětské armády, titul Zasloužilého mistra sportu a řády Odznak cti a Za vynikající práci.